# くふうカンパニーホールディングス
株式会社くふうカンパニーホールディングスは、株式会社くふうカンパニー、株式会社くふうウェディング、株式会社くふう住まいコンサルティングなどを傘下に持つ日本の持株会社。

## 概要
くふうカンパニー（初代）は、2018年10月1日に、株式会社オウチーノと株式会社みんなのウェディングの共同株式移転によって設立された。
株式会社オウチーノは住宅購入、賃貸、建築・リフォームの情報提供などの事業を、みんなのウェディングは結婚式場の口コミサイトである「みんなのウェディング」運営事業などをそれぞれ手がけてきた。
オウチーノとみんなのウェディングは、2018年5月15日に経営統合を行うことを発表。両社は同年10月1日付で共同株式移転の方式で持株会社である株式会社くふうカンパニー（初代）を設立した。同時にオウチーノとみんなのウェディングに代わり、東京証券取引所マザーズ市場へ上場した。経営統合後は、互いのノウハウなどを連携しながら、高いサービス展開を図るとしている。
金融事業領域においては、日々の暮らしに寄り添い行動の変化を促す「Zaim」、ライフイベントをきっかけとした保険の検討支援を行う「保険のくふう」に注力することにより、生活者がより賢く、楽しく「おかね」と向き合えるサービスを提供する。
370万のファミリーが利用する社会体験アプリ「ごっこランド」を軸に、ファミリー向けデジタルコンテンツ事業を展開する「株式会社キッズスター」がグループに参画し、株式会社キッズスターの参画に伴い「こども関連事業」へ進出、グループの事業ポートフォリオを拡大している。
2021年5月14日、くふうカンパニー（初代）とロコガイドは、同年10月1日付で共同持株会社設立による経営統合を行う事を発表。くふうカンパニー（初代）は同年9月29日に上場廃止となり、翌9月30日付で株式会社くふう中間持株会社へ商号変更された。翌10月1日付で株式会社くふうカンパニー（2代）がくふうカンパニー（初代）に代わって東京証券取引所マザーズ市場へ上場し、くふう中間持株会社はくふうカンパニー（2代）の完全子会社となった。

## 沿革

### 株式会社くふうカンパニー（初代）→ 株式会社くふう中間持株会社
- 2018年（平成30年）
  - 5月15日 - オウチーノとみんなのウェディングが、同年10月1日に経営統合を行うことを発表。
  - 9月26日 - オウチーノとみんなのウェディングの東京証券取引所マザーズ市場上場廃止。
  - 10月1日 - 株式会社くふうカンパニー（初代）設立。同時に東京証券取引所マザーズ市場へ上場。
  - 11月13日 - 株式会社Da Vinci Studioおよび株式会社保険のくふうを設立。
  - 11月 - 株式会社アールキューブを子会社化。
- 2019年（平成31年/令和元年）
  - 1月 - 株式会社Zaimを子会社化。
  - 7月 - 株式会社フルスロットルズを孫会社化。
  - 7月 - 株式会社オウチーノの会社分割により、株式会社くらしにくふうを設立。
- 2020年（令和2年）
  - 4月1日 - 株式会社ふくろう少額短期保険を子会社化し、株式会社くふう少額短期保険に商号変更。
  - 6月 - 株式会社おうちのアドバイザーが、株式会社おうちのくふうに商号変更。
  - 10月1日 - 株式会社みんなのウェディングと株式会社アールキューブが合併し、株式会社エニマリに商号変更。
- 2021年（令和3年）
  - 1月4日 - 株式会社キッズスターを子会社化。「DRESS EVERY」などを運営する株式会社フルスロットルズを吸収合併、 結婚事業を営むグループ会社3社の統合を完了。
  - 4月14日 - ハイアス・アンド・カンパニー株式会社と資本業務提携契約を締結[9][10]。
  - 5月14日 - くふうカンパニーとロコガイドが、同年10月1日に経営統合を行うことを発表。
  - 6月4日 - ハイアス・アンド・カンパニー株式会社を子会社化[11][12]。
  - 9月29日 - 東京証券取引所マザーズ市場上場廃止。
  - 9月30日 - 株式会社くふう中間持株会社へ商号変更。

### 株式会社くふうカンパニー（2代）→株式会社くふうカンパニーホールディングス
- 2021年（令和3年）10月1日 - くふう中間持株会社とロコガイドとの共同株式移転により株式会社くふうカンパニー（2代）を設立。くふう中間持株会社とロコガイドに代わり東京証券取引所マザーズ市場へ上場。
- 2022年（令和4年）10月1日 - くふう中間持株会社が、株式会社オウチーノおよび株式会社おうちのくふうを吸収合併し、株式会社くふう住まいに商号変更[13]。
- 2023年（令和5年）7月1日 - 株式会社Zaimと株式会社Da Vinci Studioが合併し、株式会社くふう AI スタジオに商号変更[14]。株式会社ロコガイドのメディア及び地域関連事業を株式会社しずおかオンラインへ譲渡
- 2024年（令和6年）
  - 1月16日 - 日本プロ野球のファームリーグであるウエスタン・リーグに新規参加するプロ野球チームを運営するハヤテ223株式会社と資本業務提携契約を締結。また、球団名のネーミングライツを取得し、球団名を「くふうハヤテベンチャーズ静岡」とした[15]。
  - 連結子会社の株式会社キッズスターが東証グロース市場に上場した[16]。
  - 12月31日 - 商号を株式会社くふうカンパニーホールディングスに変更[17]。
- 2025年（令和7年）
  - 1月1日 - 株式会社くふうAIスタジオが株式会社ロコガイドを吸収合併し、くふうAI タジオの商号を株式会社くふうカンパニー（3代）に変更。

## グループ会社

### 日常・地域生活領域
- 株式会社キッズスター
- 株式会社リテール総合研究所
- 株式会社しずおかオンライン

### 住まい領域
- 株式会社くふう住まいコンサルティング（旧・ハイアス・アンド・カンパニー）
- 株式会社くふう住まい（旧・くふう中間持株会社）
- 株式会社Seven Signatures International

### 結婚領域
- 株式会社くふうウェディング（旧・エニマリ）

### デザイン領域/テクノロジー領域
- 株式会社くふうカンパニー（旧・くふうAIスタジオ）

### 投資・事業開発領域
- 株式会社保険のくふう
- くふう少額短期保険株式会社（旧・ふくろう少額短期保険）
- 株式会社くふうキャピタル
- アクトインディ株式会社